# Carlo Cavalla
Carlo Cavalla (Villafranca d'Asti, 19 giugno 1919 – Casale Monferrato, 4 gennaio 1999) è stato un vescovo cattolico italiano.

## Biografia
Ordinato sacerdote il 19 giugno 1943 (quarto fratello a essere consacrato presbitero). Dopo essersi laureato in Lettere a Torino e l'esperienza di viceparroco, diventa nel 1959 assistente centrale della Gioventù Femminile di Azione Cattolica a Roma. Il 1º marzo 1971 è designato vescovo di Casale Monferrato e il 18 aprile 1971 ordinato alla Domus Mariae in Roma. L'ingresso a Casale Monferrato avviene il 30 maggio 1971, giorno di Pentecoste.
Durante il periodo di episcopato casalese dà vita al consiglio pastorale e presbiterale diocesani, si svolge la XXX settimana liturgica nazionale (1979), si celebra il XXVII sinodo diocesano (il primo con la partecipazione dei laici), istituisce - primo in Italia - le assistenti pastorali per la "gestione pastorale delle parrocchie prive di sacerdote" o a sostegno dei parroci, torna dopo cent'anni a incoronare la Madonna del santuario di Crea, intensifica il gemellaggio con la città slovacca di Trnava già siglato dai rispettivi comuni con un rapporto fra le diocesi, dà vita agli incontri con i politici e gli amministratori per un confronto con la dottrina sociale e per un reciproco arricchimento sulle prospettive sociali del Monferrato, realizza le proposte e le linee direttive scaturite dal Concilio Ecumenico Vaticano II.
Lascia la guida della diocesi con le dimissioni, previste al compimento del 75º anno di età, accettate il 3 giugno 1995. Muore a Casale Monferrato, a seguito di un infarto, il 4 gennaio 1999, giorno della consacrazione della cattedrale di Sant'Evasio, patrono di Casale Monferrato.

## Genealogia episcopale e successione apostolica
La genealogia episcopale è:
- Cardinale Scipione Rebiba
- Cardinale Giulio Antonio Santori
- Cardinale Girolamo Bernerio, O.P.
- Arcivescovo Galeazzo Sanvitale
- Cardinale Ludovico Ludovisi
- Cardinale Luigi Caetani
- Cardinale Ulderico Carpegna
- Cardinale Paluzzo Paluzzi Altieri degli Albertoni
- Papa Benedetto XIII
- Papa Benedetto XIV
- Papa Clemente XIII
- Cardinale Marcantonio Colonna
- Cardinale Giacinto Sigismondo Gerdil, B.
- Cardinale Giulio Maria della Somaglia
- Cardinale Carlo Odescalchi, S.I.
- Cardinale Costantino Patrizi Naro
- Cardinale Lucido Maria Parocchi
- Papa Pio X
- Papa Benedetto XV
- Papa Pio XII
- Cardinale Carlo Confalonieri
- Vescovo Carlo Cavalla

La successione apostolica è:
- Vescovo Aldo Mongiano, I.M.C. (1975)